# Mountain View Acres

Położenie w hrabstwie San Bernardino

Mountain View Acres – jednostka osadnicza w Stanach Zjednoczonych, w stanie Kalifornia, w hrabstwie San Bernardino.